# Caroba-branca
A caroba-branca (Sparattosperma leucanthum) é uma planta da família Bignoniaceae, nativa do Brasil. Também é chamada de cinco-chagas, ipê-verde e tarumã.

## Características
- Árvore de médio a grande porte, de 6 a 14 metros de altura.
- Folhas digitadas, 5 folíolos de 10 cm.
- Flor branca com interior róseo.
- Fruto de tipo síliqua de 30 cm.
- Sementes aladas muito pequenas (3 cm x 0,5 cm) espalhadas a longa distancia pelo vento.